# 尹善道
尹善道（1587年—1671年），字约而，号孤山、海翁，死后追谥为忠宪，17世纪朝鲜王朝时调大家，与郑澈和朴仁老并称朝鲜三大国语诗人，也是朝鲜山水田园文学的集大成者。:613-614:1300。
尹善道出生于朝鲜王朝两班家庭，1612年进士及第后步入仕途，是南人党强硬派人物。由于其所处年代，朝鲜党争激烈，多次被革职、流放，在乡村或渔村度过人生大部分时间，并创作了大量优秀的山水田园作品。他在盈德流配后，在故乡海南所写的《山中新曲》（包括《朝雾谣》、《夏雨谣》、《日暮谣》、《夜深谣》、《饥岁叹》、《五友歌》）、《山中续新曲》，以及老后隐退时所作的《渔父四时词》都是他的代表作:609-614:793-794。《海东歌谣》的编撰者金寿长这样评价他的作品：“此翁歌法，脱垢清高，吾观此，则难登万丈之峰。”:619

## 生平
尹善道1587年（宣祖20年）出生于朝鲜王朝汉阳的一个两班家庭，自幼博览群书，1612年进士及第。尹善道走上仕途之时，正值光海君实行暴政，朝鲜党争激烈。1616年，他以成均馆儒生的身份上疏直言弹劾权臣李尔瞻，遭到报复，翌年被流配到咸镜北道庆源。1623年仁祖反正后，尹善道获释，并被任命为义禁府都事。但在赴任伊始，他就辞官回到故乡全罗道海南。:609
1628年，尹善道在别试文科初试状元及第后，成为凤林大君（朝鲜孝宗）的老师。次年，他受命出任刑曹正郎，1632年晋升为汉城府庶尹。1633年，他在增广文科考试中再次中榜，升为文学之职，但不久因受到陷害而被降职。1636年后金入侵朝鲜，他率弟子数百人赴江华岛准备参加抗战。途中，他听说江华岛陷落，朝鲜与后金议和后，愤而驾船改去济州岛。途中，他见甫吉岛风景秀美，决定在那里定居，并建乐书斋。1638年，仁祖以他战后未去朝见为由，又把他流放到盈德一年。:793-794:609
1652年（孝宗3年），尹善道受命出任礼曹参议之职，但因西人党中伤再度辞职。1657年，他被恢复中枢府佥知事的官职。次年在任同副承旨时，他因书院撤废问题与西人党宋时烈等人激烈冲突而遭弹劾。1660年孝宗死后，他准备借孝宗的葬地和慈懿太妃的服丧问题打压西人党，但再次遭到失败，被流放到三水，直至1667年获释。1675年（肃宗1年），南人党在他死后的第4年再次执政，他被追赠为吏曹判书。:793-794:609。

## 文学成就

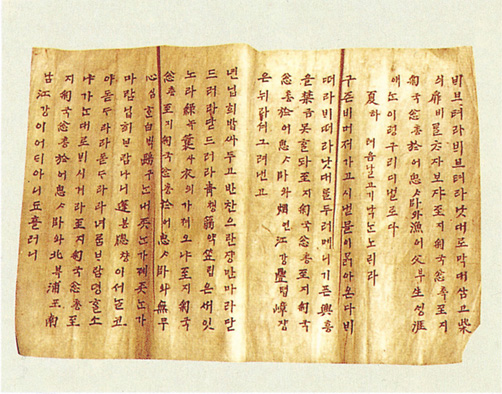
尹善道著作《孤山遗稿》

尹善道是17世纪朝鲜时调大家，与郑澈和朴仁老并称朝鲜三大国语诗人，也是朝鲜山水田园文学的集大成者。与其他山水田园作家一样，尹善道把山水田园当成超脱现实的精神归宿。他说:“上君子出处世，出与处二道而已，非朝廷则山林，乃古语也。”他的山水田园时调境界淡雅脱俗，自然天成，将山水田园当作审美客体，用“静观忘求”的审美态度去体验和描绘美丽的大自然，把山水田园当成超脱现实的精神归宿:610-614。《海东歌谣》的编撰者金寿长这样评价尹善道：“此翁歌法，脱垢清高，吾观此，则难登万丈之峰。”:619:1300
尹善道留有文集《孤山遗稿》六卷。《孤山遗稿》收时调《山中新曲》18首，《续山中新曲》2首，《古琴咏》1首，《赠伴琴》1首，《初宴曲》、《罢宴曲》各2首，《梦天谣》3首，《述怀部》5首，《兩后谣》1首和《渔父四时词》40首。其中《山中新曲》、《续山中新曲》、《渔父四时词》共60首，都是描写山水田园生活的。:609-610:576
尹善道最具代表性的长篇时调《渔父四时调》对渔父春、夏、秋、冬四季的生活作了十分细腻动人的描绘。《渔父四时调》是他根据高丽流传下来的民间《渔父词》改撰的，他在《渔父四时词跋》中赞赏《渔父词》说：“东方古有渔父词，未知何人所为而集古诗而成腔者也。讽咏则江风海雨，生牙颊间，令人飘飘然，有遗世独立之意。”《五友歌》是《山中新曲》中的一篇连时调。诗人将水、石、松、竹、月比作知心朋友来赞美，以表现自己对现实的态度和生活情操。:612:576:1299-1300

## 纪念

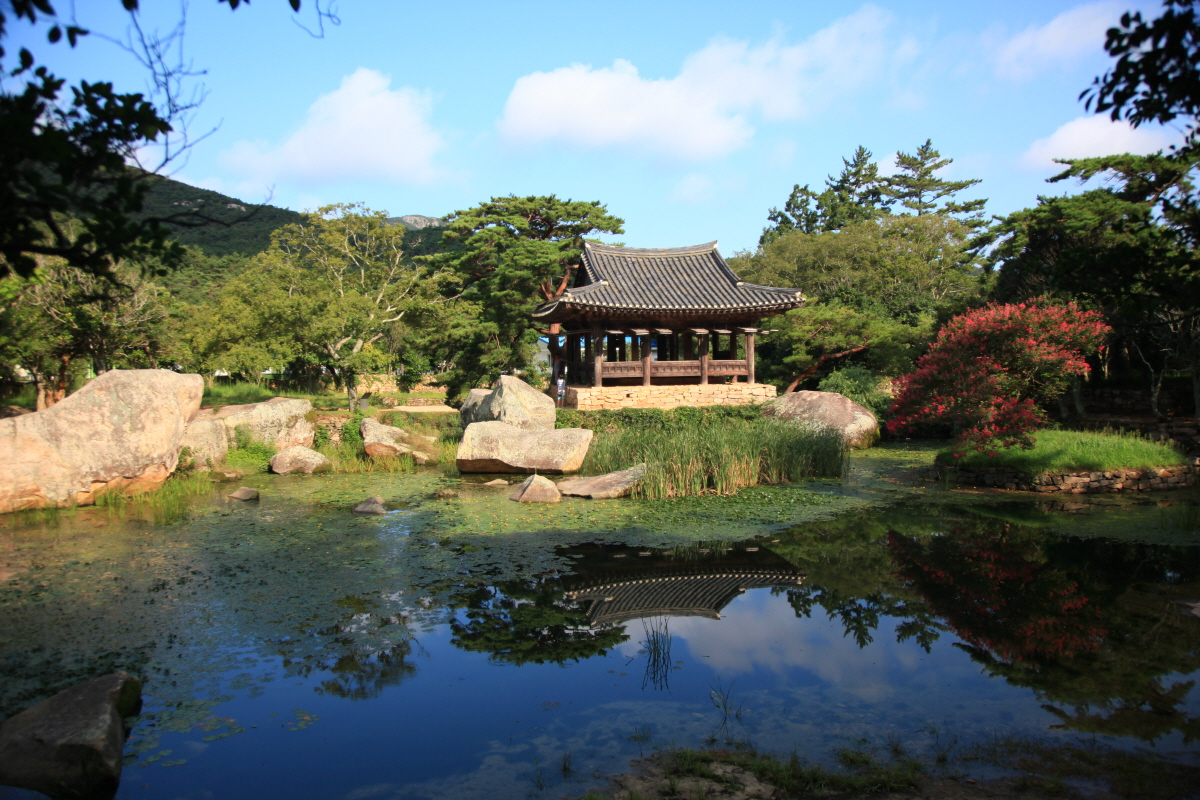
甫吉島尹善道園林洗然亭

尹善道故居甫吉島尹善道園林在1992年1月11日被指定为韩国第368号历史遗迹，2008年1月8日被指定为韩国第34号名胜。